# Paul Julius Möbius
Paul Julius Möbius, född 24 januari 1853 i Leipzig, död där 8 januari 1907, var en tysk neurolog och psykiater, son till Paul Heinrich August Möbius, brorson till Theodor Möbius, sonson till August Ferdinand Möbius.
Möbius var docent vid universitetet i Leipzig 1883-93 och redigerade från 1893 Schmidts "Jahrbücher der gesammten Medizin". Han utvecklade en synnerligen omfattande vetenskaplig och litterär verksamhet; bland hans särskilt utgivna skrifter kan nämnas Die Nervosität (1882; tredje upplagan 1906), Allgemeine Diagnostik der Nervenkrankheiten (1885; andra upplagan 1893), Neurologische Beiträge (fem häften, 1894-98), Über die Anlage zur Mathematik (1900), Über Kunst und Künstler (1901) och Beiträge zur Lehre von den Geschlechtsunterschieden (1903-06). 
Hans Ausgewählte Werke (åtta band, 1903-07) innehåller arbeten över bland andra Rousseau, Goethe, Schopenhauer och Nietzsche. Ett ännu idag tvivelaktigt rykte fick Möbius genom  Über den physiologischen Schwachsinn des Weibes (1900) (Om kvinnans fysiologiska svagsinthet). Efter att Otto Weininger hade skrivit Geschlecht und Charakter anklagades han för plagiat av Möbius. Den ovanliga neurologiska missbildningen Möbius syndrom är uppkallad efter Paul Julius Möbius då han var den förste att beskriva denna.